# Orthotrichum psychrophilum
Orthotrichum psychrophilum là một loài Rêu trong họ Orthotrichaceae. Loài này được Mont. mô tả khoa học đầu tiên năm 1838.